# Cristina l'Admirable
|  | Per a altres significats, vegeu «Santa Cristina». |

Cristina l'Admirable (Brustem, Principat de Lieja, 1150 – Sint-Truiden, principat de Lieja, 1224) o Christina Mirabilis fou una dona liegesa de parla neerlandès, molt devota, coneguda per les seves visions i experiències místiques. És venerada com a santa per l'Església catòlica, per bé que no consta que hagi sigut ni canonitzada ni beatificada. La seva vida està farcida d'elements llegendaris.

## Vida i llegenda
Cristina va néixer en una família pagesa i va quedar orfe a quinze anys. Quan tenia 21 o 22 anys, va tenir un atac de catalèpsia que la va deixar en un estat que va fer pensar tothom que havia mort. Dos dies després, durant el funeral a l'església, va aixecar-se, deixant sorpresos tots els assistents. Segons els testimonis, va levitar fins a tocar el sostre i només va baixar pels resos del prevere. Recuperada, va explicar que no podia suportar la flaire de pecat que hi havia i va explicar les visions que havia tingut mentre era "morta" i en les quals havia vist el Cel, l'Infern i el Purgatori, guiada pels àngels. Segons l'explicació, Déu mateix li hauria donat l'opció de tornar a la vida a fer caritat i patir per tal de deslliurar les ànimes que havia vist al purgatori mitjançant la pregària i el sacrifici.
Cristina va triar tornar i recobrar la vida. Des d'aquell moment, el seu objectiu era la conversió dels pecadors i a la penitència i els patiments per alliberar les ànimes. Va renunciar a les comoditats de la vida i va fer penitències extremades, com cremar-se al foc o al forn, tot i que després no tenia senyals ni cremades, banyar-se al riu en ple hivern i durant hores, mantenir-se dreta sobre una cama durant molt de temps seguit o ésser colpejada per les pales de la roda d'un molí. Per fugir del pecat, s'instal·lava en llocs alts: sobre torres, molins o arbres, on vivia o, al contrari, en tombes i coves.
El seu comportament, però, va fer que els seus conciutadans pensessin que estava boja i volguessin tancar-la, però quan la van lligar, va trencar les cordes i fugí mentre cantava salms i oracions. Va ésser acusada de bruixeria i empresonada, però fou alliberada i tinguda per una santa boja quan sanava miraculosament de les ferides infligides per la tortura. Va viure reclosa en una cel·la del castell de Loon, a Jutta, on va gaudir de gran consideració i rebia moltes visites que li demanaven consell i oracions, entre elles les de santa Lutgarda de Tongeren o el comte Lluís II de Loon, que la considerava com una segona mare. Va morir als 74 anys, de mort natural, al monestir de Santa Caterina de Sint-Truiden, on va viure, tot i que no era monja, els últims anys de la seva vida. El 1223 va morir «per segon cop», però justament llavors, una monja va tenir una greu necessitat espiritual i Cristina "tornà" a la vida per confortar-la. Va morir poc després, per tercer cop i definitivament, el 1224.
Les seves relíquies es guarden al monestir de Redemptoristes de Sint-Truiden.